# Вонил
Вонил — река в России, протекает в Прилузском районе Республики Коми и Лузском районе Кировской области. Устье реки находится в 192 км по левому берегу реки Луза. Длина реки составляет 58 км.
Исток реки на Северных Увалах к северу от холма Грань (196 м НУМ). Исток находится в Республике Коми в 36 км к юго-западу от села Объячево. Среднее и нижнее течение проходит в Кировской области. Русло Вонила сильно извилистое, река многократно меняет направление течения. Генеральное направление в верхнем течении — запад, в среднем — северо-запад, в нижнем — север. Верхнее и среднее течение проходит по ненаселённому холмистому таёжному массиву, в нижнем течении Вонил протекает граничащие друг с другом деревни Годово, Кулига и Грёзово. В 4 км к северу от них впадает в Лузу. Ширина реки в нижнем течении около 20 метров, скорость течения 0,5 м/с.

## Притоки
- Четл (лв)
- 9 км: Чумовица (лв)
- 23 км: Совраж (пр)
- Малый Совраж (пр)
- 27 км: Большой Совраж (пр)
- 33 км: Кыча (лв)

## Данные водного реестра
По данным государственного водного реестра России и геоинформационной системы водохозяйственного районирования территории РФ, подготовленной Федеральным агентством водных ресурсов:
- Бассейновый округ — Двинско-Печорский
- Речной бассейн — Северная Двина
- Речной подбассейн — Малая Северная Двина
- Водохозяйственный участок — Юг
- Код водного объекта — 03020100212103000012655